# Nash 880
Der Nash 880 (sprich: Eight-Eighty) war eine Baureihe von Achtzylinder-PKWs der Nash Motors Company in Kenosha. Sie ersetzte das Sechszylindermodell Twin Ignition Six und wurde nur im Modelljahr 1931 gefertigt. Im Folgejahr wurde die Baureihe in Nash 980 (sprich: Nine-Eighty) umbenannt.
Den 880 hatte ein Fahrgestell mit 3.073 mm Radstand. Sein obengesteuerter Achtzylinder-Reihenmotor mit 3.933 cm³ Hubraum (Bohrung × Hub = 76,2 mm × 108 mm) leistete 88,5 bhp (65 kW) bei 3.400/min. Die Antriebs- und Bremsenkomponenten (Einscheiben-Trockenkupplung, 3-Gang-Getriebe mit Mittelschaltung, Hinterradantrieb, mechanische Bremsen an allen vier Rädern) stammten vom Vorjahresmodell. Es gab eine 4-türige Limousine, ein 2-türiges Cabriolet und zwei verschiedene 2-türige Coupés.
Das 1932er-Modell wurde am 1. Juni 1931 eingeführt und nannte sich 980. Der Motor leistete bei gleichbleibendem Hubraum nun 94 bhp (69 kW) bei 3.400/min. Wie beim größeren Modell 990 bekam der Kühlergrill eine leichte V-Form und die Hauptscheinwerfer eine länglichere (Raketen-)Form. Anstatt der zwei übereinander liegenden vorderen Stoßfängerteile gab es einen einteiligen Stoßfänger.
Bereits am 1. März 1932 ersetzte der Special Eight Modell 1080 diese Modellreihe.